# Alkaline Trio
Alkaline Trio (també coneguts com a Alk Trio o Alk3) és un grup de música punk rock americà formada en McHenry (Illinois). A les seues cançons tracten temes com la mort, el foc, l'amor, l'adolescència i l'alcoholisme.

## Història
El grup es va formar el desembre de 1996 per Matt Skiba, Rob Doran i Glenn Porter. El 1997 llancen el seu primer EP, Sundials, i poc després Doran deixa el grup per raons personals i és substituït per Dan Andriano. La banda llança el seu segon EP For Your Lungs Only en 1998, amb el qual començaren a donar-se a conèixer a l'Oest Mitjà dels Estats Units. L'any següent llancen el seu primer àlbum, Goddamnit, seguit per Maybe I'll Catch Fire l'any 2000 (els dos amb la discogràfica Asian Man Records). També l'any 2000 veu la llum un recopilatori de tots els EPs amb el mateix nom del grup.

## Discografia

### Àlbums
| Any  | Àlbum                       | Discogràfica            |
| ---- | --------------------------- | ----------------------- |
| 1998 | Goddamnit                   | Asian Man Records       |
| 2000 | Maybe I'll Catch Fire       | Asian Man Records       |
| 2000 | Alkaline trio (Self Titled) | Asian Man Records       |
| 2001 | From Here to Infirmary      | Vagrant                 |
| 2003 | Good Mourning               | Vagrant                 |
| 2005 | Crimson                     | Vagrant                 |
| 2008 | Agony and Irony             | Epic                    |
| 2010 | This Addiction              | Heart & Skull / Epitaph |
| 2013 | My Shame Is True            | Heart & Skull / Epitaph |
| 2018 | Is This Thing Cursed?       | Epitaph                 |

### Recopilatoris
| Any  | Àlbum            | Discogràfica            |
| ---- | ---------------- | ----------------------- |
| 2000 | Alkaline Trio    | Asian Man Records       |
| 2007 | Remains          | Vagrant                 |
| 2011 | Damnesia         | Heart & Skull / Epitaph |
| 2018 | Past Live Boxset | Epitaph                 |

### EPs
| Any  | Àlbum               | Discogràfica            |
| ---- | ------------------- | ----------------------- |
| 1997 | Sundials            | Asian Man Records       |
| 1998 | For Your Lungs Only | Asian Man Records       |
| 1999 | I Lied My Face Off  | Asian Man Records       |
| 2013 | Broken Wings        | Heart & Skull / Epitaph |
| 2020 | E.P.                | Epitaph                 |